# Eleições parlamentares na Hungria em 2018

Mapa da Hungria mostrando partidos vencedores por distrito.

A eleição parlamentar húngara de 2018 aconteceu em 8 de abril de 2018. Esta foi a oitava eleição parlamentar desde as primeiras eleições multipartidárias de 1990 e a segunda desde a adoção de uma nova Constituição, que entrou em vigor em 1 de janeiro de 2012. O resultado foi uma vitória da aliança Fidesz-KDNP, que preservou a sua maioria de dois terços, com Viktor Orbán permanecendo como primeiro-ministro. Orbán e Fidesz fizeram campanha principalmente sobre questões de imigração e interferência estrangeira e a eleição foi vista como uma vitória do populismo de direita na Europa.

## Resultados Oficiais

### Método Preferencial (Lista)
| Partido                 | Partido                                     | Votos     | %               | +/-  | D       | +/-  |
| ----------------------- | ------------------------------------------- | --------- | --------------- | ---- | ------- | ---- |
|                         | Fidesz-KDNP                                 | 2 824 551 | 49,27 / 100,00  | 4,40 | 42 / 93 | 5    |
|                         | Jobbik                                      | 1 092 806 | 19,06 / 100,00  | 1,16 | 25 / 93 | 2    |
|                         | Partido Socialista-Diálogo                  | 682 701   | 11,91 / 100,00  | -    | 12 / 93 | 10   |
|                         | Políticas Podem Ser Diferentes              | 404 429   | 7,06 / 100,00   | 1,72 | 7 / 93  | 2    |
|                         | Coligação Democrática                       | 308 161   | 5,38 / 100,00   | -    | 6 / 93  | 3    |
|                         | Movimento Momentum                          | 175 229   | 3,06 / 100,00   | Novo | 0 / 93  | Novo |
|                         | Partido Húngaro do Cão de Duas Caudas       | 99 414    | 1,73 / 100,00   | Novo | 0 / 93  | Novo |
|                         | Autogoverno Nacional dos Alemães na Hungria | 26 477    | 0,46 / 100,00   | 0,23 | 1 / 93  | 1    |
|                         | Outros (partidos com menos de 1,00%)        | 118 515   | 1,95 / 100,00   |      | 0 / 93  |      |
| Votos Inválidos         | Votos Inválidos                             | 59 585    |                 |      |         |      |
| Total                   | Total                                       | 5 791 868 | 100,00 / 100,00 |      | 93 / 93 |      |
| Eleitorado/Participação | Eleitorado/Participação                     | 8 312 173 | 70,22 / 100,00  | 8,49 |         |      |

### Método Uninominal (Distrito)
| Partido                 | Partido                              | Votos     | %               | +/-  | D         | +/-     |
| ----------------------- | ------------------------------------ | --------- | --------------- | ---- | --------- | ------- |
|                         | Fidesz-KDNP                          | 2 636 201 | 47,89 / 100,00  | 3,78 | 91 / 106  | 5       |
|                         | Jobbik                               | 1 276 840 | 23,20 / 100,00  | 2,98 | 1 / 106   | 1       |
|                         | Partido Socialista-Diálogo           | 622 458   | 11,31 / 100,00  | -    | 8 / 106   | Estável |
|                         | Coligação Democrática                | 348 176   | 6,33 / 100,00   | -    | 3 / 106   | 2       |
|                         | Políticas Podem Ser Diferentes       | 312 731   | 5,68 / 100,00   | 0,71 | 1 / 106   | 1       |
|                         | Movimento Momentum                   | 75 033    | 1,36 / 100,00   | Novo | 0 / 106   | Novo    |
|                         | Juntos                               | 58 591    | 1,06 / 100,00   | -    | 1 / 106   | Estável |
|                         | Candidatos Independentes             | 55 612    | 1,01 / 100,00   | Novo | 1 / 106   | Novo    |
|                         | Outros (partidos com menos de 1,00%) | 118 888   | 2,14 / 100,00   |      |           |         |
| Votos Inválidos         | Votos Inválidos                      | 59 585    |                 |      |           |         |
| Total                   | Total                                | 5 791 868 | 100,00 / 100,00 |      | 106 / 106 |         |
| Eleitorado/Participação | Eleitorado/Participação              | 8 312 173 | 70,22 / 100,00  | 8,49 |           |         |

### Total
| Partido | Partido                                     | Total     | Total   |
| Partido | Partido                                     | D         | +/-     |
| ------- | ------------------------------------------- | --------- | ------- |
|         | Fidesz-KDNP                                 | 133 / 199 | Estável |
|         | Jobbik                                      | 26 / 199  | 3       |
|         | Partido Socialista-Diálogo                  | 20 / 199  | 10      |
|         | Coligação Democrática                       | 9 / 199   | 5       |
|         | Políticas Podem Ser Diferentes              | 8 / 199   | 3       |
|         | Juntos                                      | 1 / 199   | 2       |
|         | Autogoverno Nacional dos Alemães na Hungria | 1 / 199   | 1       |
|         | Candidatos Independentes                    | 1 / 199   | 1       |
|         | Outros partidos                             | 0 / 199   |         |
| Total   | Total                                       | 199 / 199 |         |